# Symphonie no 4 de Honegger
Pour les articles homonymes, voir Symphonie no 4.
Deliciæ Basilienses
La Symphonie no 4 (H. 191) dite Deliciæ Basilienses (« Les Délices de Bâle ») d'Arthur Honegger est une œuvre orchestrale, la quatrième de ses cinq symphonies. Elle a été composée en 1946 et créée le 21 janvier 1947 par l'Orchestre de chambre de Bâle dirigé par Paul Sacher.

## Analyse de l'œuvre
1. Lento et misterioso - Allegro
2. Larghetto
3. Allegro

Durée moyenne d'exécution : 26 à 28 minutes.
Vers la dernière partie du mouvement final, on entend une évocation des Guggenmusik, ces fanfares, essentiellement de carnaval, répandues en Suisse alémanique et dans les pays limitrophes. Les instruments typiques de ces ensembles sont traditionnellement les fifres et les tambours.

## Orchestration
- 2 flûtes, 1 hautbois, 2 clarinettes, 1 basson, 2 cors, 1 trompette, piano, cordes, petite percussion.